# Statistiche e record dell'Aurora Pro Patria 1919

## Partecipazione ai campionati
| Livello | Categoria                       | Partecipazioni | Debutto | Ultima stagione | Totale |
| ------- | ------------------------------- | -------------- | ------- | --------------- | ------ |
| 1°      | Divisione Nazionale             | 2              | 1927-28 | 1928-29         | 14     |
| 1°      | Serie A                         | 12             | 1929-30 | 1955-56         | 14     |
| 2°      | Seconda Divisione               | 4              | 1922-23 | 1925-26         | 19     |
| 2°      | Prima Divisione                 | 2              | 1926-27 | 1945-46         | 19     |
| 2°      | Serie B                         | 13             | 1933-34 | 1965-66         | 19     |
| 3°      | Serie C                         | 18             | 1935-36 | 1977-78         | 30     |
| 3°      | Serie C1                        | 7              | 1982-83 | 2007-08         | 30     |
| 3°      | Lega Pro Prima Divisione        | 3              | 2008-09 | 2013-14         | 30     |
| 3°      | Lega Pro                        | 2              | 2014-15 | 2015-16         | 30     |
| 4°      | Serie C2                        | 16             | 1978-79 | 2001-02         | 21     |
| 4°      | Lega Pro Seconda Divisione      | 3              | 2010-11 | 2012-13         | 21     |
| 4°      | Serie D                         | 2              | 2016-17 | 2017-18         | 21     |
| 5°      | Serie D                         | 3              | 1972-73 | 1974-75         | 8      |
| 5°      | Campionato Interregionale       | 4              | 1988-89 | 1991-92         | 8      |
| 5°      | Campionato Nazionale Dilettanti | 1              | 1994-95 | 1994-95         | 8      |

La Pro Patria ha disputato 89 stagioni sportive a livello nazionale a partire dall'esordio il 12 novembre 1922, compreso 1 torneo di Alta Italia disputato con titolo sportivo di B. Sono considerate professionistiche, ai sensi delle NOIF della FIGC concernenti la tradizione sportiva cittadina, le 73 annate giocate in Serie A, B e C/C1/C2. In precedenza la Pro Patria afferiva al Comitato Regionale Lombardo, nel quale ritornò per demerito sportivo fra il 1992 e il 1994.
Campionati regionali
- 1 campionato di Promozione del Comitato Regionale Lombardo: 1919-20
- 2 campionati di Prima Categoria del Comitato Regionale Lombardo: 1920-21 e 1921-22, dove non ottiene la qualificazione alla fase nazionale.
- 2 campionati di Eccellenza del Comitato Regionale Lombardo: 1992-93 e 1993-94

Altri tornei
- Partecipazione al Campionato Alta Italia 1943-44.
- Partecipazione al Torneo Benefico Lombardo 1944-45.

## Statistiche di squadra
- Il miglior piazzamento in Serie A della Pro Patria è l'ottavo posto al termine del campionato 1947-1948.
- Con le sue 12 partecipazioni in Serie A (girone unico), è la prima squadra espressione di una città non capoluogo di provincia, come numero di presenze in massima serie.
- I più titolati; tre i Campioni del Mondo, Peppino Meazza (1934-1938), Mario Varglien (1934) e Ernesto Vidal (Uruguay 1950). Ed Annibale Frossi Campione Olimpico nel 1936 a Berlino.
- Nella stagione di serie B 1946-47 ottenne 21 vittorie interne, ossia vinse tutte le partite casalinghe.
- Nel 2000 è giunta seconda classificata nel prestigioso concorso istituito dal "Guerin Sportivo", sulle maglie più belle delle squadre d'Europa.
- Il 9 novembre 2008, superando il Cesena 3-1 allo "Speroni", nell'incontro valevole per l'undicesima giornata, arriva a quota mille vittorie (conteggiando solo quelle di campionato).
- La sua storia pone la Pro Patria al 46º posto nella graduatoria della tradizione sportiva delle 65 squadre che hanno giocato in Serie A.

## Statistiche individuali

### Lista dei capitani
| Calciatore            | Ruolo | Stagioni al club           | Stagioni da capitano | Presenze | Reti |
| --------------------- | ----- | -------------------------- | -------------------- | -------- | ---- |
| …                     |       |                            |                      |          |      |
| Egidio Crippa         | C     | 1938-1944                  | 1940-1944 (4)        | 162      | 3    |
| …                     |       |                            |                      |          |      |
| Carlo Reguzzoni       | A     | 1927-1930, 1944, 1946-1948 | 1946-1948 (2)        | 140      | 69   |
| Enrico Candiani       | A     | 1947-1949                  | 1948-1949 (1)        | 56       | 18   |
| Antonio Azimonti      | D     | 1942-1951 e 1957-1958      | 1949-1951 (2)        | 194      | 6    |
| Angelo Uboldi         | P     | 1944-1955                  | 1951-1955 (4)        | 299      | ?    |
| Guglielmo Toros       | D/A   | 1948-1956                  | 1955-1956 (1)        | 180      | 29   |
| …                     |       |                            |                      |          |      |
| Giancarlo Amadeo      | D     | 1955-1965                  | 1962-1965 (3)        | 256      | 0    |
| Vittorino Calloni     | C     | 1956-1966                  | 1965-1966 (1)        | 306      | 7    |
| Giuseppe Taglioretti  | D     | 1955-1958 e 1959-1971      | 1966-1971 (5)        | 389      | 1    |
| Pasquale Lombardi     | C     | 1962-1972                  | 1971-1972 (1)        | 286      | 8    |
| Pasquale Croci        | D     | 1965-1976                  | 1972-1976 (4)        | 293      | 4    |
| Ettore Frigerio       | D     | 1967-1978                  | 1976-1978 (2)        | 319      | ?    |
| Francesco Bartezzaghi | D     | 1972-1981                  | 1978-1981 (3)        | 228      | ?    |
| Giorgio Morini        | C     | 1981-1983                  | 1981-1983 (2)        | 55       | 1    |
| Ernestino Ramella     | A     | 1983-1984                  | 1983-1984 (1)        | 31       | 8    |
| …                     |       |                            |                      |          |      |
| Davide Onorini        | C     | 1985-1988                  | 1987-1988 (1)        | 96       | 21   |
| …                     |       |                            |                      |          |      |
| Roberto Bandirali     | D     | 1995-1998                  | 1997-1998 (1)        | 90       | 3    |
| Massimo Mezzini       | A     | 1998-1999                  | 1998-1999 (1)        | 30       | 10   |
| …                     |       |                            |                      |          |      |
| Marco Zaffaroni       | D     | 2000-2004                  | 2000-2004 (4)        | 131      | 12   |
| Paolo Tramezzani      | D     | 2003-2008                  | 2004-2008 (4)        | 66       | 8    |
| Luca Anania           | P     | 2007-2009 e 2010-2011      | 2008-2009 (1)        | 81       | -76  |
| Domenico Cristiano    | C     | 2008-2011                  | 2009-2011 (2)        | 53       | 1    |
| Matteo Serafini       | A     | 2009-2015                  | 2011-2015 (5)        | 191      | 71   |
| Michele Ferri         | D     | 2015-2016                  | 2015-2016 (1)        | 24       | 0    |
| Mario Santana         | C     | 2016-2019                  | 2015-2019            | 49       | 22   |
| Riccardo Colombo      | C     | 2019-                      | 2016-                | 124      | 10   |

### Record di presenze
| Campionato - 349 Giuseppe Taglioretti (1955-1958, 1959-1971) - 320 Aldo Borsani (1922-1933, 1939-1942) - 319 Ettore Frigerio (1967-1978) - 301 Vittorino Calloni (1956-1966) - 299 Angelo Uboldi (1944-1955) - 293 Pasquale Croci (1965-1976) - 286 Pasquale Lombardi (1962-1972) - 263 Carmelo Dato (1997-2006) - 263 Angelo Giani (1922-1936) - 257 Giancarlo Amadeo (1955-1965) 257 Antonio Fossati (1947-1955) | Serie A - 230 Antonio Fossati (1947-1953, 1954-1955) - 208 Angelo Uboldi (1947-1953, 1954-1955) - 174 Guglielmo Toros (1948-1953, 1954-1956) - 142 Giovan Battista Martini (1947-1953) - 131 Antonio Azimonti (1947-1951) - 122 Umberto Guarnieri (1949-1953) 122 Alfonso Borra (1947-1951) - 121 Aldo Borsani (1929-1933) - 120 Italo Rossi (1929-1933) - 111 Angelo Giani (1929-1933) | Serie B - 220 Giuseppe Taglioretti (1956-1957, 1960-1966) - 203 Vittorino Calloni (1956-1957, 1960-1966) - 177 Giancarlo Amadeo (1956-1957, 1960-1965) - 129 Paolo Signorelli (1960-1965) - 123 Franco Rondanini (1960-1964, 1965-1966) - 114 Enrico Muzzio (1960-1964) - 113 Carlo Regalia (1961-1966) - 112 Pasquale Lombardi (1962-1966) - 104 Adelio Crespi (1960-1964) - 83 Umberto Provasi (1960-1964) |

### Record di marcature
| Campionato - 80 Carlo Reguzzoni (1927-1930, 1944, 1946-1948) - 71 Matteo Serafini (2009-2015) - 76 Angelo Turconi (1940-1942, 1944, 1945-1950, 1957-1958) - 48 Lelio Antoniotti (1946-1951) - 46 Italo Rossi (1929-1934) - 44 Piero Dondi (1937-1939, 1940-1943) - 40 Enrico Muzzio (1960-1964) 40 Gianluca Temelin (2004-2007) 40 Elvi Pianca (1974-1979) - 34 Giancarlo Bardelli (1980-1983) | Coppa Italia - 6 Arnaldo Fasoli (1937-1938, 1939-1943) - 5 Giovanni Barberis (1938-1940) - 4 Angelo Turconi (1940-1942) - 3 Vittorio Erba (1937-1939, 1940-1942) 3 Silvio Gallazzi (1940-1943) 3 Francesco Ripa (2009-2010) - 2 Angelo Rimoldi (1958-1959, 1960-1963) 2 Matteo Serafini (2009-2010, 2011-2012, 2013-2014) 2 Gustavo Tremolada (1935-1941) - 1 19 calciatori |

| Serie A - 37 Angelo Turconi (1947-1950) - 36 Italo Rossi (1929-1933) - 29 Francesco La Rosa (1949-1952, 1954-1956) - 28 Guglielmo Toros (1948-1953, 1954-1956) - 26 Lelio Antoniotti (1947-1951) 26 Umberto Guarnieri (1949-1953) - 21 Norberto Höfling (1951-1953, 1954-1955) - 19 Natale Masera (1929-1933) - 18 Enrico Candiani (1947-1949) - 16 Quinto Bertoloni (1948-1950, 1952-1953) | Serie B - 42 Enrico Muzzio (1960-1964) - 24 Angelo Turconi (1941-1942, 1946-1947) - 23 Abbondanzio Pagani (1960-1962) - 20 Lelio Antoniotti (1946-1947) 20 Silvio Gallazzi (1941-1943) - 17 Franco Danova (1953-1954, 1956-1957) 17 Piergiorgio Sartore (1964-1966) - 15 Alberto Duvina (1964-1966) 15 Mario Loetti (1933-1934) - 14 Giampiero Calloni (1960-1961) 14 Emidio Cavigioli (1946-1947, 1953-1954) |